# 原田樹里
原田 樹里（はらだ きり、1989年1月31日 - ）は、日本の舞台女優。演劇集団キャラメルボックス、ナッポスユナイテッド所属。

## 人物
大阪府池田市出身。身長164cm、血液型はA型。
大阪府立池田北高等学校卒業後、STAGE21を経て2009年に演劇集団キャラメルボックスに入団。2013年1月よりネヴァーランド・アーツに所属。
劇団同期入団の林貴子・森めぐみと共に、2013年にユニット「ねこはっしゃ。」を結成した。

## 出演

### 映画
- 花とアリス殺人事件(2015年) - 声の出演

### TV
- インターローカルTV(2021年現在イメージガール)
- ムジカ・ピッコリーノ(2013年、NHK)
- Eテレ・ジャッジ女子会プロレス#4 (2016年、Eテレ) - 美穂役

### CM
- 元気寿司 香港 (2013年) - 香港のみの放映

### ラジオ
- 青春アドベンチャー（NHK-FM）
  - 『髑髏城の花嫁』（2013年1月21日 - 2月1日）[5]
  - 『晴れたらいいね』（ 2016年2月29日 - 3月11日）[6]
- FMシアター（NHK-FM）
  - 『マー子さん』（2013年11月2日） - 麻亜子 役[7]
  - 『ブルームーンの向こう側』(2016年10月15日） - 菜月美 役[8]
  - 『坂多き 僕らの町に 照り降り雨』（2024年11月2日）[9]

### 舞台

#### 演劇集団キャラメルボックス
太字は主演・メインキャスト
- 『南十字星駅で』(2010年、凛香/山北)
- 『また逢おうと竜馬は言った』(2010年、カオリ/2016年、石倉)
- 『サンタクロースが歌ってくれた<10days Limited Version>』(2010年、ハナ)
- 『水平線の歩き方』(2010年・2015年、奈穂子)
- 『銀河旋律』(2011年、クサカベ) - 多田直人・井上麻美子とトリプルキャスト
- 『ナツヤスミ語辞典』(2011年、アゲハ)
- 『流星ワゴン』(2011年、永田広樹)
- 『トリツカレ男』(2012年、イザベラ)
- 『無伴奏ソナタ』(2012年・2014年、リンダ/マイク)
- 『広くてすてきな宇宙じゃないか』(2012年、クリコ) - 渡邊安理・林貴子とトリプルキャスト
- 『キャロリング』(2012年、レイ)
- 『ナミヤ雑貨店の奇蹟』(2013年、水原セリ/皆月暁子)
- 『ジャングル・ジャンクション』(2013年、キョウコ) - 女組キャスト
- 『ずっと二人で歩いてきた~もうひとつの雨のものがたり~』(2013年、桜井雨)
- 『ケンジ先生』(2013年、レミ) - 山猫キャスト
- 『ウルトラマリンブルー・クリスマス』(2013年、洋代/ミエ)
- 『あなたがここにいればよかったのに』(2014年、宇田川恵菜)
- 『涙を数える』(2014年、舟橋樹雨)
- 『ブリザード・ミュージック』(2014年、ますよ)
- 『クロノス』(2015年、津久井)
- 『カレッジ・オブ・ザ・ウィンド』(2015年、高梨ほしみ)
- 『君をおくる』(2015年、まり)
- 『嵐になるまで待って』(2016年、ユーリ)
- 『スロウハイツの神様』(2017年・2019年、赤羽環）
- 『夏への扉』(2018年、ベル・ダーキン/他多数)
- 『サンタクロースが歌ってくれた』（2021年、ミツ）
- 『ミス・ダンデライオン』（2022年、鈴谷樹里）
- 『クロノス』(2022年、蕗来美子)
- 『さよならノーチラス号』（2025年）[10]
- 『ナナメウシロのカムパネルラ』（2025年）[10]

#### ねこはっしゃ。
- 『中途半端な月の色』(2014年、小杉カオル)
- 『あきかぜ』(2015年、新津凛子)
- 『ふたり、静かに』（2018年）
- 『ねこはっしゃ。のクリスマス会』(2019年)

#### 客演
- Story Dance Performance Blue
  - Blue3『Blue Sky Red Earth~空は青く 地は赤く~』(2011年) - 空山茜 役
  - Blue4『The Blue Rose』(2012年) - キキョウ/柊役
  - Blue5『Sky and Blue』～空と海の真ん中で～(2018年)
- ナッポスユナイテッド
  - リーディング公演『乱暴と待機』(2015年)
  - 『スキップ』(2017年) - 島原(ニコリ)役
  - 『グッド・バイ』（2018年）
  - 『仮面山荘殺人事件』（2019年）
  - 『かがみの孤城』（2020年・2022年）- 喜多嶋先生役
  - 『成井豊と梅棒のマリアージュ』（2020年）- 友永雪役
  - 『トリツカレ男』（2021年）- ペチカ役
  - 『ぼくのメジャースプーン』(2022年) - 千加子役
  - 『7本指のピアニスト～泥棒とのエピソード～』（2022年）[11]
- 『TOKUGAWA15(フィフティーン)』(2013年、タンバリンプロデューサーズ×LIVEDOGプロデュース)
- 『ごー+(ぷらす)』(2013年、多田直人案第2回発表会)
- 『やってみるのだ！』（2015年、ちび太ン家presents）
- 『小さなお茶会。』(2015年、空想組曲) - 園美 役
- 『月ノ原中学校音楽準備室』(2017年、ブラシュカ)
- 『檸檬の島』(2016年、 日本の演劇人を育てるプロジェクト )
- 『サマデーナイトフィーバー』(2017年、20歳の国）
- 『もっともやってみるのだ！』(2017年、ちび太ン家presents) - 日替わり出演
- 『花の秘密』（2019年、公益社団法人日本劇団協議会）
- 『野性の恋』『暴動のあと、さみしいポップニューワールド』（2019年、 悪い芝居）
- 『明日もう君に会えない』（2019年、山口ちはるプロデュース）
- 『やってみるのだ！フォーエヴァー』（2019年、ちび太ン家 presents）
- 『嫌いだ』（2019年、ちーちゃん短編をやろうよ）
- 『夢をみせてよ』(2020年、兵庫県立ピッコロ劇団) - ハル 役
- 『立ち止まる人たち』（2020年、二兎社特別企画 ドラマリーディング２）
- 『トムとディックとハリー』（2010年、パルコプロデュース）
- 『埋没』四国ツアー公演（2010年、TRASHMASTERS）
- 『よろこびの歌』（2021年、WHO'S TERRACEプロデュース）
- 『ふたり、静かに』（2021年、空晴）
- 『プルーフ/証明』（2022年、DULL-COLORED POP）
- 『無伴奏ソナタ -The Musical-』（2024年、ナッポスユナイテッド・アミューズ） - カレン 役[12][13]
- 『密室は致死量の未来を予言する』（2024年、すゞひ企画）[14]
- 『人を喰らって生きてきた。』（2025年、Uzume）[15]
- 『祈りの幕が下りる時』（2025年） - 角倉博美 役[16]